# Alvin Cullum York
Pour les articles homonymes, voir York (homonymie).
Alvin Cullum York (1887-1964), natif de Pall Mall (en) dans le Tennessee, est l'un des soldats américains les plus décorés de la Première Guerre mondiale. Mobilisé en 1917 dans l'armée américaine, malgré son pacifisme religieux, il est affecté au 328e régiment d'infanterie, 82e division.

## Biographie

### Avant la guerre
Alvin Cullum York naît dans une cabane de deux pièces à Pall Mall (en), dans le Tennessee. Il est le troisième des onze enfants de Mary Elizabeth et William Uriah York, d'ascendance anglaise, écossaise et irlandaise. La famille est modeste et vit des produits de leur ferme. Le père est également forgeron pour améliorer l'ordinaire. Les fils York ne fréquenteront l’école que neuf mois car William York a besoin d'eux pour le travail à la ferme et à la chasse.
Le père meurt en 1911, et Alvin York aide sa mère à élever ses plus jeunes frères et sœurs. Alvin est alors le plus âgé des enfants vivant encore dans la région, ses deux frères aînés étant mariés et installés ailleurs. Pour subvenir aux besoins de sa famille, Alvin travaille à Harriman (Tennessee), d'abord sur les chantiers du chemin de fer puis comme tracteur forestier. De l'avis général, il est un travailleur très doué et tout dévoué au bien-être de sa famille. Il aime aussi l'alcool et est enclin à se battre dans les saloons ; il est arrêté plusieurs fois dans la région. Sa mère, membre d'une communauté religieuse protestante prônant le pacifisme, tente de persuader son fils de changer de comportement.
Malgré ces mauvaises habitudes, Alvin York va régulièrement à l'église et dirige souvent la chorale. À la fin de l'année 1914, une réunion pour le renouveau de la foi l'amène à se convertir le 1er janvier 1915. La communauté religieuse protestante à laquelle il appartient, l'église Churches of Christ in Christian Union, rejetait la politique laïque ainsi que les disputes entre les églises chrétiennes de diverses orientations. Ne prônant pas particulièrement le pacifisme, elle était cependant opposée à toute forme de violence car elle avait été créée en réaction à l'Église épiscopalienne méthodiste du sud (Methodist Episcopal Church, South), laquelle avait été pro-esclavagiste et pro-guerre pendant la Guerre de Sécession (1861 -1865).

### Mobilisation
Dans une conférence qu'il donne bien plus tard, Alvin York dit ce qu'il a pensé quand a éclaté la Première Guerre mondiale : « L'inquiétude m'a transpercé. Je ne voulais pas y aller et tuer. Je croyais en ma Bible.» Le 5 juin 1917, il s'inscrit pour incorporer l'armée, tous les hommes de 21 à 31 ans étant mobilisés. Il a 29 ans et est décrit en 1919 comme un « géant aux cheveux roux, et au teint rose que donne le plein air (...) haut de plus de 1,82 mètre... faisant basculer la balance à plus de 90 kilos ». Au moment de l'inscription, à la question du formulaire : "Demandez-vous à être exempté de la conscription (préciser le motif)?", il écrit : "Oui. Je ne veux pas me battre." Sa demande d'objecteur de conscience ayant été rejetée, il fait appel. Lors de la Première Guerre, les objecteurs de conscience n’étaient pas exemptés du devoir militaire ; ils pouvaient tout de même être enrôlés, mais il leur était donné des missions qui n'allaient pas à l'encontre de leurs principes pacifistes. Ainsi, en novembre 1917, pendant que sa demande est soumise à étude, Alvin York est enrôlé dans l'armée et commence son service au camp Gordon, en Géorgie.
Depuis le jour de son enrôlement jusqu'à son retour de la guerre le 29 mai 1919, il tient un journal intime de ses activités. Il y écrit qu'il a refusé de signer des documents fournis par son pasteur qui demandaient sa démobilisation pour raison religieuse ; il a également refusé de signer des documents similaires donnés par sa mère, qui, eux, demandaient une dispense pour cause de soutien de famille. Il nie même avoir jamais été un objecteur de conscience.
Alvin York incorpore le 328e régiment d'infanterie, 82e division au camp Gordon. Il est profondément troublé par le conflit intérieur entre son pacifisme religieux et son entraînement militaire ; il s'en entretient longuement avec le commandant de sa brigade et celui de son bataillon. Ces derniers lui citent des passages de la Bible sur la violence et le persuadent de réexaminer la moralité de sa participation à la guerre. Ils lui accordent une permission de dix jours dans son foyer. Alvin York rentre de permission avec la certitude que l'intention de Dieu à son égard est qu'il se batte à la guerre, et que Dieu veillera sur lui. Alvin York se dévoue à sa nouvelle mission tout autant qu’il s’était dévoué au pacifisme,.

### Faits d'armes
Le 8 octobre 1918, en France, dans la forêt d'Argonne, à proximité de la commune de Chatel-Chéhéry, une patrouille de 17 hommes incluant le récemment promu Caporal York, doit s'infiltrer derrière les lignes allemandes pour réduire au silence des positions de mitrailleuses allemandes. En chemin, la patrouille tombe sur le poste de commandement d'une unité allemande et fait prisonnier un large groupe de soldats qui préparait une contre-attaque vers les troupes américaines. Mais soudain, des mitrailleuses tirent, tuant six Américains et en blessant trois autres. Le feu vient des mitrailleuses allemandes se trouvant sur la crête. Pendant que les prisonniers allemands et les soldats américains restent à couvert, York avance en se cachant mais bientôt, les mitrailleuses le prennent pour cible et il doit riposter. Il tue 28 ennemis à l'aide de son fusil et de son pistolet. Il capture à lui seul le bataillon de mitrailleurs allemands qui finit par se rendre. À la fin de l'engagement, le groupe capturé par York compte 132 prisonniers (4 officiers et 128 soldats) qui sont ramenés vers les troupes américaines. Alvin York dira au commandant de sa brigade, le Général Julian Robert Lindsey, en 1919 : « Une puissance supérieure à moi me guidait, me gardait et me disait quoi faire. »
Ce fait d'armes exceptionnel lui vaut d'être promu sergent et de se voir décerner la Distinguished Service Cross — qui sera remplacée par la médaille d'honneur plus tard — ainsi que la croix de guerre française 1914-1918.
Il lui sera décerné un total de cinquante décorations.

### Après la guerre

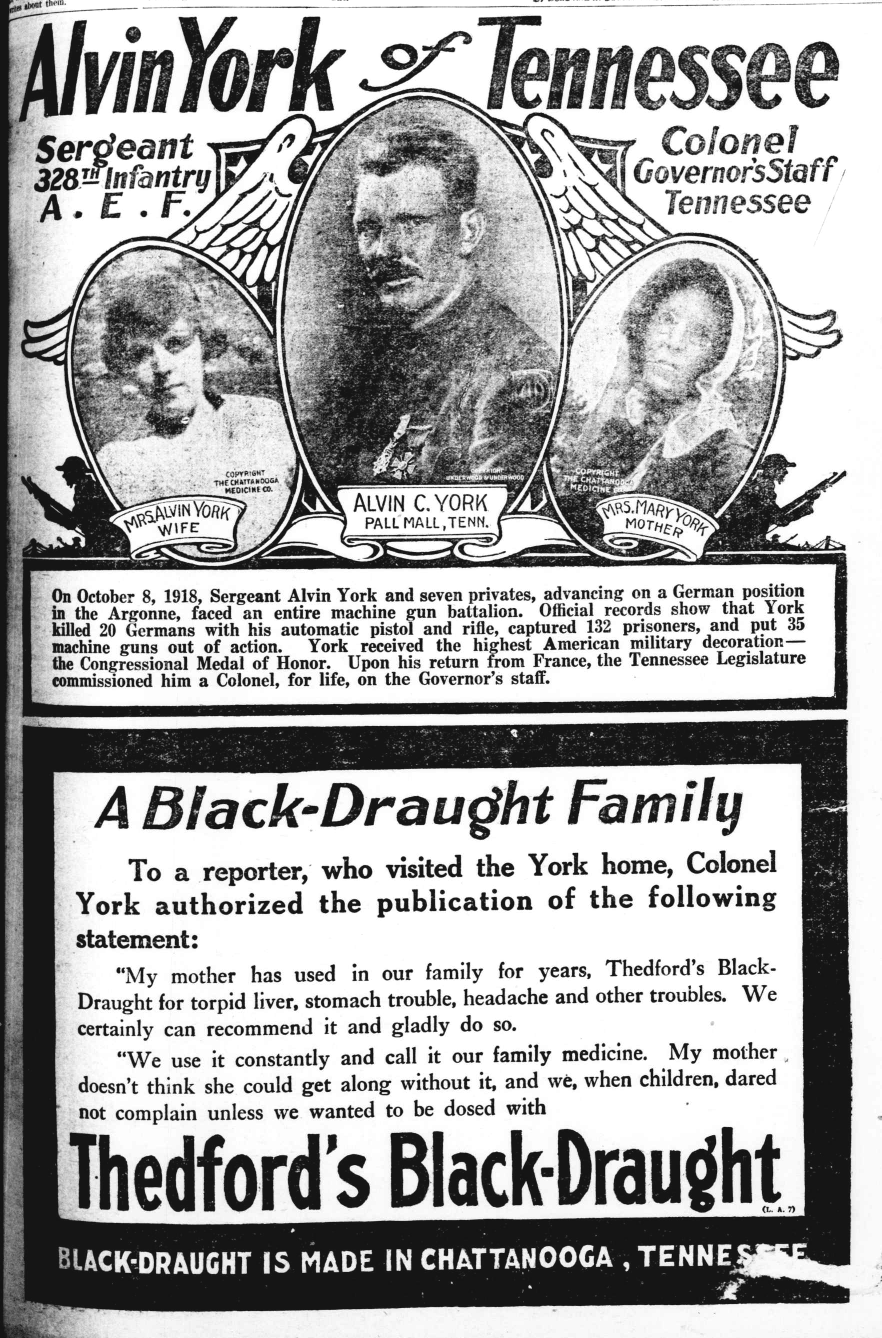
York, sa femme (à gauche) et sa mère (à droite), dans une publicité médicale, 1920.

Démobilisé, Alvin York rentre chez lui et se marie le 7 juin 1919. Le couple aura huit enfants. York refuse de nombreuses offres commerciales qui veulent tirer profit de sa renommée : prestations, produits dérivés, journaux, livres et films sur sa vie. Il reçoit même des offres dans le milieu politique. York choisit de prêter son nom à des œuvres caritatives et civiques uniquement. Dans les années 1920, il fonde la Fondation Alvin C. York qui a pour mission d'accroître l'instruction dans sa région natale du Tennessee. Il s'investit dans la collecte de fonds, laquelle s’avérera difficile, la crise économique de la Grande Dépression s’accentuant et l’État fédéral ne fournissant pas les fonds promis. Alvin York hypothèque sa ferme pour financer le transport en bus des élèves de sa Fondation. En 1935, pressentant que son temps à la Fondation est fini, il travaille en tant que chef sur le projet de création d'un grand parc, qui sera appelé Cumberland Mountain State Park (en), et dont il sera le directeur jusqu'en 1940.
Quand éclate la Deuxième Guerre mondiale, Alvin York, alors âgé de 54 ans, demande à servir dans l’armée. Comme il est en surpoids et atteint d'arthrose et de pré-diabète, le combat au front lui est refusé. On le nomme colonel dans The Army Signal Corps : il visite à ses frais les camps d’entraînement et s'occupe de collecter des emprunts pour soutenir l'effort de guerre ainsi que des fonds pour des œuvres caritatives en rapport avec la guerre, parmi lesquelles la Croix-Rouge.

## Postérité et cinéma
Dans les années 1920, Alvin York, pressé par les journalistes d'écrire une biographie sur sa vie, contacte un éditeur et lui parle du journal intime qu'il a tenu durant la guerre. L'Australien Tom Skeyhill, un ancien combattant, sympathise avec York et écrit pour le compte de celui-ci, une "autobiographie" narrée à la première personne : Sergeant York : His Own Life Story and War Diary.
Alvin York refusera plusieurs fois de donner son autorisation d'adapter sa vie au cinéma. Il cède finalement à la pression pour pouvoir financer la création d'une école biblique interconfessionnelle. Il exige cependant que son propre rôle soit joué par l'acteur Gary Cooper. Le film sort en 1941 : Sergent York est un grand succès commercial et est applaudi par les critiques. Il sera nommé onze fois aux Oscars, et Gary Cooper recevra l'Oscar du meilleur acteur. 
En 1941, le court métrage d'animation Der Gross Méchant Loup (Blitz Wolf) de Tex Avery sort au cinéma. Pendant le film, un plan sur la boite aux lettres du troisième petit cochon nous révèle son nom, qui dans le court métrage est Sergeant Pork, faisant donc référence au Sergeant York en faisant un mot valise. 

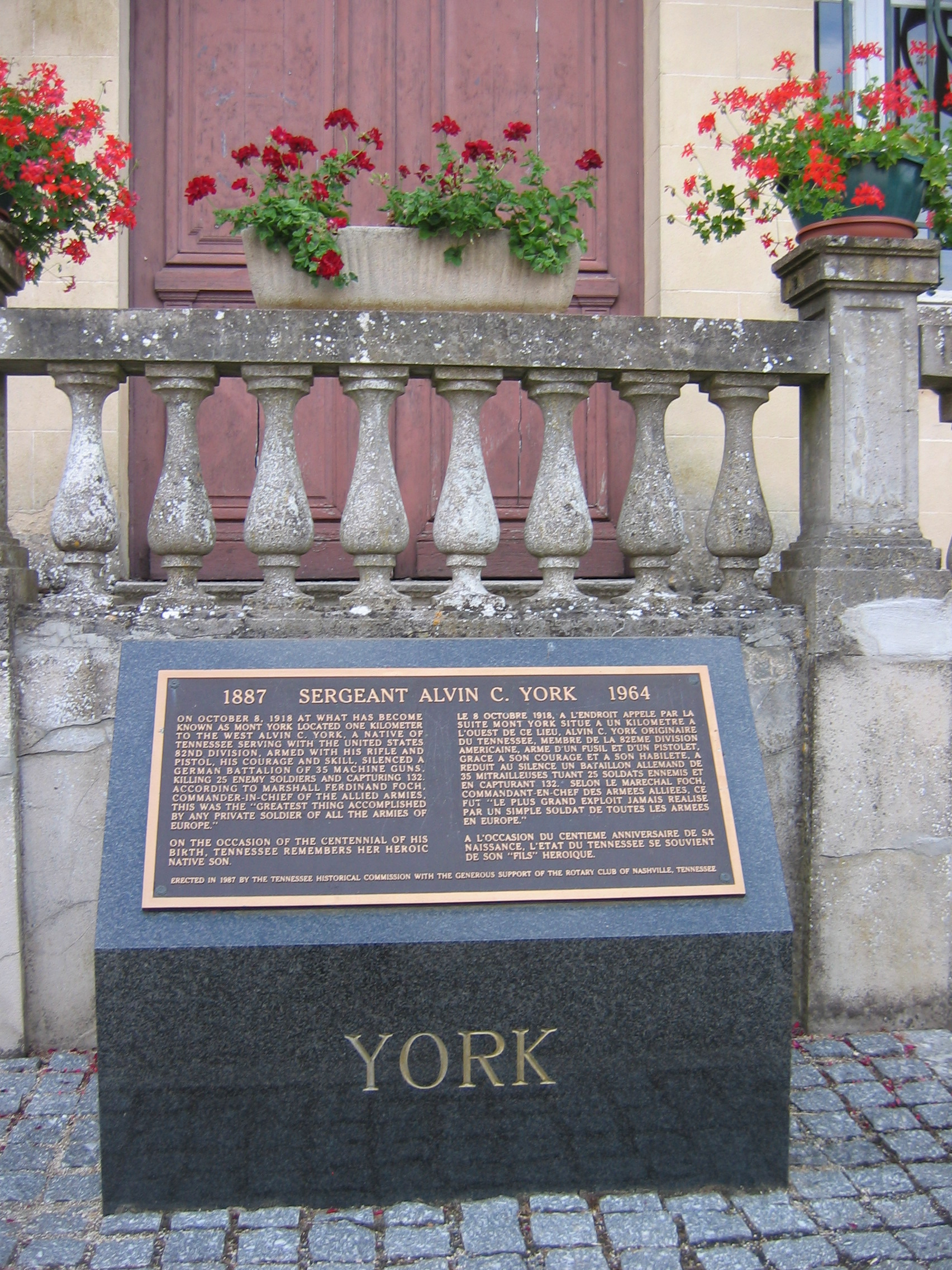
Monument devant la mairie de Chatel-Chéhéry en mémoire des exploits du soldat américain Alvin York en octobre 1918.

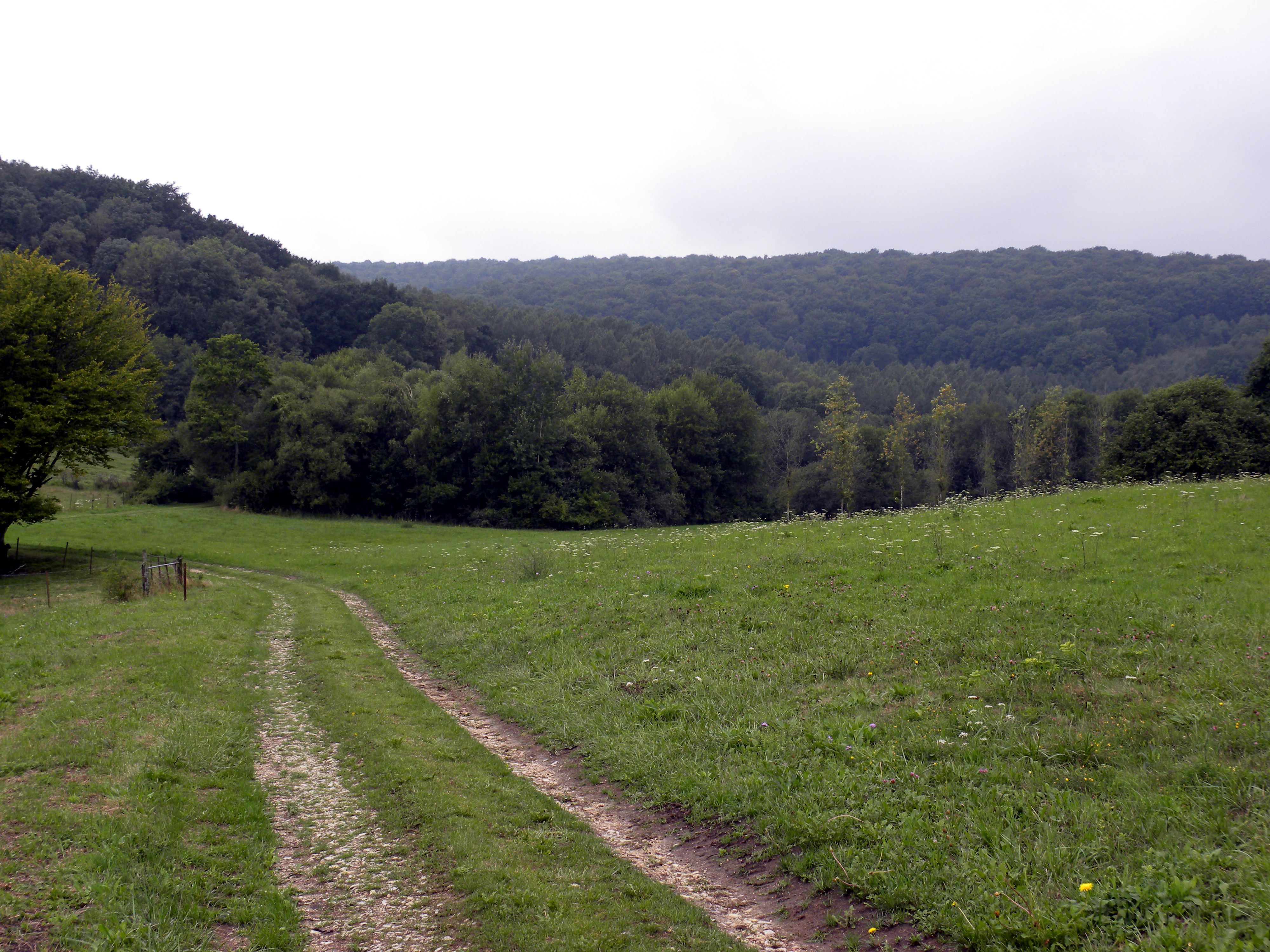
Chatel Chéhéry.

La ferme du Tennessee située dans le parc historique d'État Sgt. Alvin C. York où a vécu Alvin York est ouverte au public.
Vers la fin des années soixante-dix, l'armée américaine lance un programme pour le développement d'un véhicule antiaérien devant porter le nom de York, le M247 Sergeant York DIVAD. Le véhicule ne sera pas adopté et le programme sera annulé en 1985.
En 2019, le groupe de power metal Sabaton sort une chanson "82nd All The Way" qui raconte son exploit lors de l'offensive Meuse-Argonne.

## Hommages en France
La commune de Chatel-Chéhéry (département des Ardennes) a reconstitué le parcours d'Alvin York le 8 octobre 1918, et plusieurs monuments rappellent son exploit sur ce parcours et au centre de la commune, devant la mairie.

## Distinctions
- Medal of Honor
- Distinguished Service Cross
- Médaille interalliée
- World War II Victory Medal
- Légion d'honneur (France)
- Croix de guerre (France)
- Croix du Mérite de la guerre (Italie)
- Ordre du prince Danilo Ier (Monténégro)